# 海軍部
海军部是負責海軍事務的國務政府機構，部門首長稱作「海軍部長」或「海軍大臣」，一般為文職人員，但部分場合下由海軍將領出任。當今大部分國家已不設有獨立的海軍部門，而是以國防部取代。

## 各國海軍部
- 中国
  -  清朝海军部，清朝政府於1910年成立的一個部級軍事機關。
  -  中华民国海军部 (北洋政府)，中华民国北洋政府時期成立的部級軍事機關，1927年與陸軍部合併為軍事部。
  -  中华民国海军部，中华民国国民政府于1929年4月12日成立的一个部级军事机关，1938年1月1日撤销。
    - 中華民國海軍部 (汪精衛政權)
- 英國海軍部門：
  - 海軍部（英語：Admiralty），英国政府在18世纪时成立的指挥英国皇家海军和英国皇家海军陆战队的部门，1964年改名为海軍部委員會。
  - 海軍部委員會（英語：Admiralty Board），英国政府在1964年改组海軍部而成立的指挥英国皇家海军和英国皇家海军陆战队的部门，下辖海軍委員會（英語：Navy Board）。
  - 海軍委員會（英語：Navy Board），英国政府在1964年成立的指挥英国皇家海军的部门，受海軍部委員會指挥。
- 美国海军部，美国国防部下属的美国海军与美国海军陆战队軍政部门。
- 西班牙海軍部（西班牙语：Ministerio de Marina (España)），1939年至1977年間領導西班牙海軍的內閣機構，其後被西班牙國防部（西班牙语：Ministerio de Defensa (España)）取代。
- 蘇聯海軍部門：
  - 苏俄与苏联的海军人民委员部，1918年—1923年与1937年—1946年间统帅苏俄/苏联红海军的部门。
  - 苏联海军部，1951年7月—1953年3月统帅苏联海军的部门，1953年3月与苏联军事部合并为苏联国防部。
- 日本海軍省，第二次世界大戰前領導大日本帝國海軍的政府部門。
- 德意志帝國海軍部門：
  - 帝國海軍部，1872年至1889年間的德國海軍部。
  - 國家海軍部，1898年至1919年間的德國海軍部。